# Jelle van Gorkom

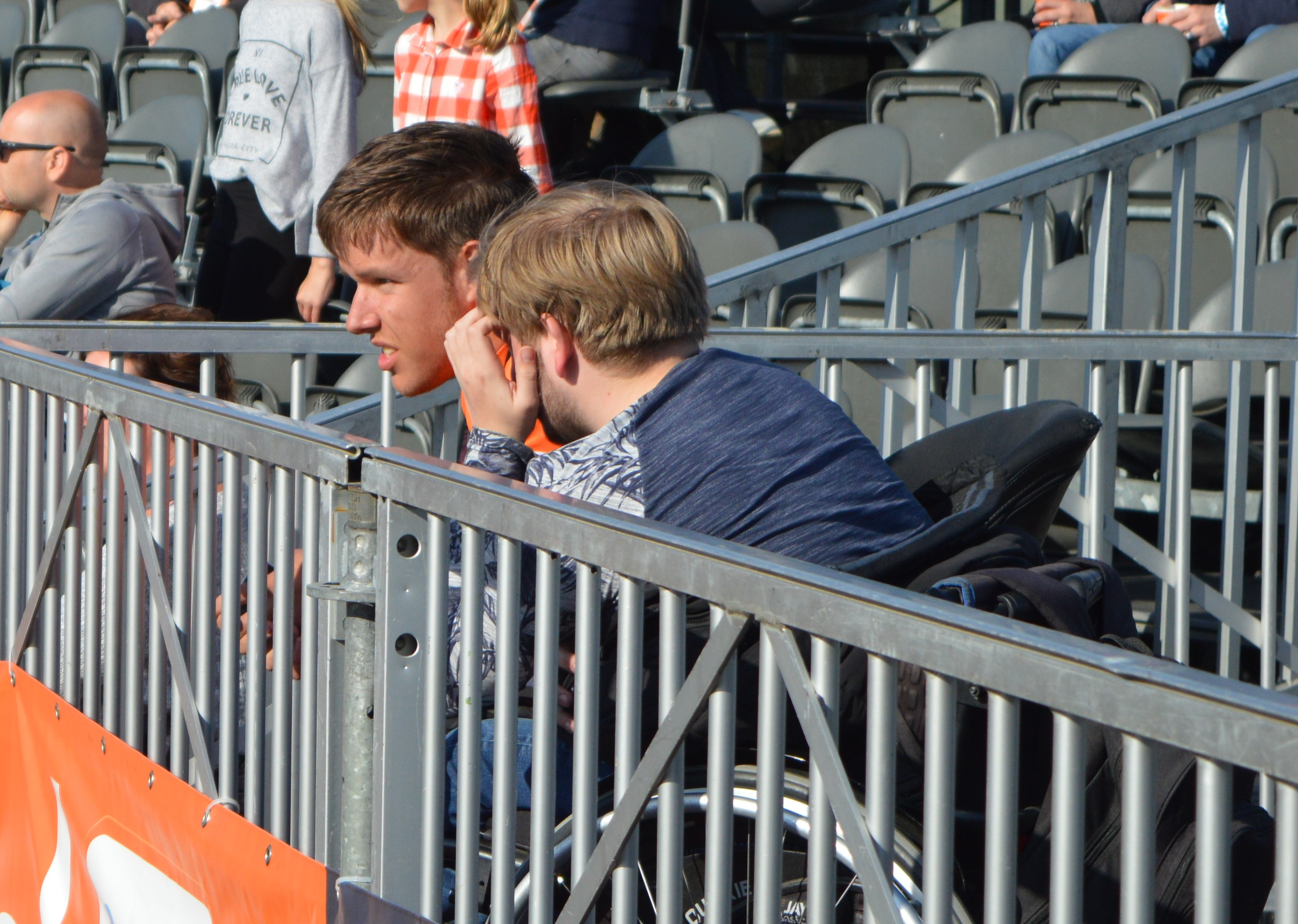
Jelle van Gorkom als toeschouwer tijdens de BMX World Cup in Papendal (2019)

Jelle van Gorkom (Doetinchem, 5 januari 1991) is een Nederlandse BMX'er.
Hij werd in 2011 en 2015 Nederlands kampioen bij de elite en in 2013 werd hij tweede in het algemeen klassement van de wereldbekerwedstrijden. In 2015 werd hij tweede op het wereldkampioenschap BMX van de UCI.
Van Gorkom plaatste zich voor de Olympische Zomerspelen van 2012 in Londen. Daar kwam hij niet verder dan de kwartfinale.
Op de Olympische Zomerspelen 2016 van Rio de Janeiro eindigde Van Gorkom als tweede achter de Amerikaan Connor Fields.
In januari 2018 raakte Van Gorkom zwaargewond tijdens een training in Papendal. Hij lag een tijdlang in coma. In oktober 2018 maakte hij bekend te stoppen als professioneel BMX'er.